# Бакуит Зайдеко
Стэнли Джозеф Дюрал-младший (англ. Stanley Dural Jr.) известный под своим сценическим псевдонимом Бакуит Зайдеко (англ. Buckwheat Zydeco); 14 ноября 1947 года, Лафейетт, Луизиана, США  — 24 сентября 2016 года, там же) — американский блюзовый и зайдеко аккордеонист, вокалист и автор песен. Лауреат премии Грэмми (2010), четырёхкратный номинант на премию Грэмми (1984—1987). Лауреат премии Эмми (2001). Лауреат Blues Music Awards в номинациях «Блюзовый инструменталист — иной» (2010), номинант Blues Music Awards в категории «Блюзовый инструменталист — иной» (1987, 2002) . Пятикратный обладатель премии журнала OffBeat «Лучшая зайдеко-группа или исполнитель» (2001, 2010), «Лучший аккордеонист» (2001, 2002, 2004). Отец музыканта Бакуита Зайдеко-младшего, лауреата Грэмми 2024 года. 
Официально выступал в составе группы Buckwheat Zydeco and Ils Sont Partis Band, но чаще они выступали просто как Buckwheat Zydeco. Музыкант выступал и записывался с такими известными музыкантами, как Эрик Клэптон, Кит Ричардс, Роберт Плант, Пол Саймон, Вилли Нельсон, U2, не считая череды блюзовых и соул-звёзд. Он выступал на церемонии закрытия летних Олимпийских игр 1996 года и на обеих инаугурациях президента Клинтона. 
Один из редких представителей зайдеко, добившихся большого успеха, его называют «самой большой звездой современного зайдеко» . «Ни один другой артист зайдеко не приблизился к продаже такого количества записей или представлению музыки большему количеству людей по всему миру» .

## Биография
Стэнли Дюрал родился в Лафайетте, Луизиана, в семье с 13 детьми, с пяти лет работал на хлопковой плантации; также работал как доставщик и ухаживал за курятником. Своё прозвище Buckwheat (рус. Гречиха, гречка) получил ещё в детстве: со своими спутанными вьющимися волосами коричневого оттенка он выглядел похожим на Билли «Гречиха» Томаса, персонажа сборника короткометражек Пострелята. Его отец был умелым, но непрофессиональным аккордеонистом, игравшим креольскую музыку, но Стэнли предпочитал слушать ритм-н-блюз. С пяти лет Стэнли Дюрал начал осваивать музыкальные инструменты. Уже в возрасте девяти лет, он профессионально играл с барабанщиком Линном Аугустом . К концу 1950-х он уже выступал на концертах как органист с такими музыкантами как Кларенс Браун и Джо Текс. Ещё будучи подростком он играл на фортепиано для таких музыкантов как Литтл Ричард, Фэтс Домино и Рэй Чарльз. С того же возраста он играл в двух местных группах: Sammy and the Untouchables и Lil' Buck and the Top Cats. 
В 1971 году Бакуит сформировал Buckwheat and The Hitchhikers, фанк- и соул-группу из 15 человек и они даже добились локального успеха с синглом «It's Hard To Get», записанным для местного лейбла в Луизиане. 
В 1976 году он, не будучи фанатом зайдеко, принял приглашение Клифтона Шенье и начал играть в его группе Clifton Chenier's Red Hot Louisiana Band на Hammond B-3. Дюрал быстро открыл для себя растущую популярность зайдеко. В результате в 1978 году он начал осваивать аккордеон, едва ли не самый популярный инструмент в этом стиле. Через год он создал собственную группу и в 1979 году выпустил дебютный альбом. Уже в 1984 году он был номинирован на Грэмми с альбомом 100% Fortified Zydeco в номинации «Лучшая этническая или народная запись» и в последующие два года получил ещё две номинации, а в 1987 году получил четвёртую номинацию уже в категории «Лучшая запись современного блюза». В том же году был номинирован на Blues Music Awards в категории «Блюзовый инструменталист — иной». К тому времени будучи энтузиастом R&B, музыкант скорректировал своё творчество, сделав каверы на популярные рок- и соул-песни, и добавив клавишные и духовые к традиционным инструментами зайдеко. Некоторые пуристы зайдеко жаловались на «кроссоверные» устремления Бакуита, но большинству слушателей понравился обновлённый подход группы .  В 1986 году группа Дюрала снялась в фильме Большой кайф.
В 1988 году Эрик Клэптон пригласил Бакуита Зайдеко открывать его концерты в ходе гастролей по США и серии концертов в лондонском Альберт-холле. В 1994 году Buckwheat Zydeco стала первой группой этого стиля выпустившей детскую пластинку: Choo Choo Boogaloo. На диске представлены как оригинальные песни зайдеко, так и классические детские песни такие как «Iko Iko» и «Cotton Fields. Запись получила премию Oppenheim Toy Portfolio Platinum Award . Как вспоминал сам музыкант, после выхода Choo Choo Boogaloo он постоянно слышал от поклонников, как молодых, так и старых, что «я слушал этот альбом до дыр, когда был ребёнком» или «так я и приобщился к музыке зайдеко» или «мы не могли сесть в машину, чтобы мои дети не попросили меня включить Choo Choo» . 
В 2001 году был выпущен первый и единственный концертный альбом Buckwheat Zydeco: Down Home Live!. Blues Access в своём обзоре отозвался как: «Добродушная энергия, которая буквально вырывается из этого диска, сразу же заставляет вас хотеть быть свидетелем этого шоу лично… он передаёт не только каждую ноту, но и основную „атмосферу“ вечера… невозможно устоять перед чистым чувством веселья и освобождения, в которое вас вовлекает этот альбом »
С момента образования и до смерти Бакуита Зайдеко группа регулярно выпускала альбомы и гастролировала по всему миру, включая выступления на самых престижных музыкальных фестивалях: New Orleans Jazz & Heritage Festival, Chicago Blues Festival, Newport Folk Festival, Summerfest, San Diego Street Scene, Bumbershoot, Montreux Jazz Festival, the Voodoo Experience и бесчисленном количестве других   
Песни Бакуита Зайдеко звучат в фильмах Маменькин сыночек (1998), Флетч жив (1989), Трудная мишень (1993). За музыку к документальному фильму Pistol Pete: The Life and Times of Pete Maravich, посвящённому баскетболисту Питу Маравичу группа Бакуита Зайдеко была удостоена Спортивная премии «Эмми» в номинации «Выдающаяся музыкальная композиция» 
Альбом 2009 года Lay Your Burden Down вышедший в  2010 году и записанный с участием таких музыкантов, как Уоррен Хейнс, Сонни Ландрет, Тромбон Шорти, JJ Grey и Стив Берлин, был удостоен премии «Грэмми» в номинации «Лучший зайдеко или каджун альбом». Последний альбом музыканта Bayou Boogie вышел в 2010 году. 
Бакуит Зайдеко умер вследствие рака лёгкого 24 сентября 2016 года в больнице Our Lady of Lourdes Regional Medical Center в Лафайетте, оставив после себя жену, двух сыновей и трёх дочерей .
Деятельность группы под названием Buckwheat Zydeco Jr and Ils Sont Partis Band продолжил сын музыканта, Реджинальд Мастерс Дюрал (Бакуит Зайдеко-младший), игравший с отцом в группе на стиральной доске с 17 лет . Его альбом 2023 года New Beginnings был удостоен Грэмми в номинации «Лучший альбом с региональными корнями» 
The New York Times писала: «Стэнли „Бакуит“ Дюрал возглавляет одну из лучших групп в Америке… непринужденное и мощное представление, мощное, мускулистое с тонко настроенным чувством динамики… драйвовые ритмы, зажигательное выступление» .
«Выбор зайдеко был осознанным выбором для Дюрала, который хотел исследовать свои музыкальные корни, одновременно модернизируя звучание зайдеко. Он был логичным преемником Клифтона Шенье, и больше, чем любой другой исполнитель зайдеко, открыл музыку новой аудитории. Он тщательно подчёркивал различие между черной креольской (зайдеко) и белой (каджунской) музыкой, которую иногда путают незнакомые [с луизианской музыкой] слушатели» . 

## Дискография
- 2010 Bayou Boogie (Music for Little People)[12]
- 2009 Let the Good Times Roll: Essential Recordings (Rounder Records)
- 2009 Lay Your Burden Down (Alligator Records)
- 2006 The Best of Buckwheat Zydeco: 20th Century Masters - The Millennium Collection (Island Records/UMe)
- 2005 Jackpot! (Tomorrow Recordings)
- 2003 Classics (Rounder Records)
- 2001 Down Home Live (Tomorrow Recordings)
- 2000 The Ultimate Collection (Hip-O Records)
- 1999 Buckwheat Zydeco Story: A 20 Year Party (Tomorrow Recordings)
- 1997 Trouble (Tomorrow Recordings)
- 1996 The Best of Louisiana Zydeco (AVI Entertainment)
- 1994 Five Card Stud (Island Records)
- 1994 Choo Choo Boogaloo (Music For Little People)
- 1993 Menagerie: The Essential Zydeco Collection (Mango Records)
- 1992 Buckwheat's Zydeco Party (Rounder Records)
- 1992 On Track (Atlantic Records)
- 1990 Where There's Smoke There's Fire (Island Records)
- 1988 Taking It Home (Island Records)
- 1987 On a Night Like This (Island Records; перевыпущен на MCA Special Products)
- 1985 Waitin’ For My Ya Ya (Rounder Records)
- 1984 Ils Sont Partis (Blues Unlimited Records)
- 1983 Turning Point (Rounder Records)
- 1983 100% Fortified Zydeco (Black Top Records; перевыпущен на Shout Factory Records)
- 1982 People's Choice (Blues Unlimited Records)
- 1980 Take It Easy, Baby (Blues Unlimited Records)
- 1979 One for the Road (Blues Unlimited Records; перевыпущен на Paula Records)